# Museet for Rigas Historie og Søfart
Museet for Rigas Historie og Søfart (lettisk: Rīgas vēstures un kuģniecības muzejs) har til huse ved Riga Domkirkes bygningskompleks i hjertet af det gamle Riga i Letland. Det oprindede i 1773 som en privat samling af Nikolaus von Himsel, en læge fra Riga, og værende en af de ældste museer i Europa, har det gennem århundreder udviklet sig til den største samling til dokumentation af Rigas historie.

## Lokalerne
Under genopbygningen af Rigas Domkirke i 1890'erne, blev en del af det tidligere kloster konverteret til at tjene domkirkens behov. Det er den første bygning i Rigas historie, som blev bygget med det formål at rumme et museum, og indskriften på museets forside bærer vidnesbyrd om dette. Lokalerne, som er bygget i 1778 i klassicistisk stil og rummer kolonnesalen, husede biblioteket indtil 1891. Salen bruges nu til konferencer og en historisk kunstudstilling over det 18.– og 19. århundrede. Kolonnesalen ligger ud mod balkonen med krydsribbede hvælvinger fra det 13. århundrede samt domkirkegården – et for Baltikum bemærkelsesværdigt monument i romansk og gotisk stil. Selve bygningskomplekset er en æstetisk nydelse, der giver oplysninger om forskellige perioder under opbygningen af Riga.

## Udstillinger
Museets udstillinger følger op på udviklingen af Riga fra den gamle landsby Riga og den gamle havn i det 12.–13. århundrede til perioden med Hanseforbundet i det 13.–16. århundrede og det polske og svenske herredømme i det 16.–17. århundrede. Museet byder på en unik udstilling af livet for borgerne i Riga i løbet af den første periode af lettisk uafhængighed fra 1918–40, samt en mulighed for at følge historien om lettisk navigation fra oldtiden til vore dage. Samlingerne omfatter gamle graveringer med billeder af Riga, kort, byggeplaner, sølvtøj og porcelæn, skibsmodeller, navigationsinstrumenter; en rig samling af genstande til daglig brug, tøj, dekorative elementer og andre ting i alt en halv million udstillingsgenstande. Museets permanente og midlertidige udstillinger samt dets samlinger giver oplysninger om Rigas historie fra de tidligste tider til i dag.